# Gibraltar Division 2
Die Gibraltar Division 2 war die zweithöchste und zugleich die niedrigste Liga im gibraltarischen Profifußball. In der 1909 gegründeten Liga spielten zuletzt sieben Mannschaften um den Aufstieg in die Gibraltar Eurobet Division, der höchsten Liga im gibraltarischen Fußball.
Ab der Saison 2015/16 stieg der Meister automatisch in die höchste Spielklasse auf. Der Zweitplatzierte konnte über die Play-offs ebenfalls aufsteigen. Mit der Saison 2019/20 wurden die erste und zweite Liga zusammengefasst und 110 Jahre zweite Liga am Felsen von Gibraltar beendet.

## Letzte Zusammensetzung
In der letzten Saison 2018/19 nahmen folgende sieben Mannschaften teil:
| Vereine                      |
| ---------------------------- |
| Manchester 62 FC (Absteiger) |
| Europa Point FC              |
| FC Bruno’s Magpies           |
| Leo Parrilla FC              |
| FC Olympique 13              |
| College 1975 FC              |
| FC Hound Dogs                |

## Meister
| Saison  | Meister                | Mitaufsteiger                                    |
| ------- | ---------------------- | ------------------------------------------------ |
| 2007/08 | Glacis United Reserves | Shamrock FC Laguna FC                            |
| 2008/09 | College Europa FC      | –                                                |
| 2009/10 | Lynx FC                | –                                                |
| 2010/11 | Gibraltar Pilots       | –                                                |
| 2011/12 | Lynx FC                | –                                                |
| 2012/13 | College Europa FC      | Gibraltar Phoenix FC                             |
| 2013/14 | FC Britannia XI        | –                                                |
| 2014/15 | Gibraltar United FC    | Angels FC                                        |
| 2015/16 | Europa Point FC        | Mons Calpe SC                                    |
| 2016/17 | Gibraltar Phoenix FC   | –                                                |
| 2017/18 | Boca Juniors Gibraltar | –                                                |
| 2018/19 | FC Bruno’s Magpies     | Europa Point FC Manchester 62 FC College 1975 FC |